# Partibidrag
Ej att förväxla med de bidrag i Sverige som kallas partistöd som stat, landsting och kommuner delar ut till stöd för politisk verksamhet
Partibidrag kallas de bidrag och donationer som politiska partier får av privatpersoner, organisationer och företag för att driva sin verksamhet.

## Partibidrag i Sverige
Fördelning av de drygt 70 miljoner kr i redovisade bidrag till riksdagspartierna under 2023 enligt Kammarkollegiet
|  | Sverigedemokraterna (40,0 %) |

|  | Moderaterna (35,6 %) |

|  | Miljöpartiet (8,4 %) |

|  | Socialdemokraterna (6,2 %) |

|  | Vänsterpartiet (6,1 %) |

|  | Centerpartiet (1,8 %) |

|  | Liberalerna (1,2 %) |

|  | Kristdemokraterna (0,7 %) |

Enligt lagen om insyn i finansiering av partier (2014:105) måste partier som ställer upp i Europaparlamentsvalet och riksdagsvalet, eller har mandat där, eller får statligt partistöd, redovisa intäkter större än ett halvt prisbasbelopp (vid lagens införande ca 22 000 kr) för att få fortsatt statligt partistöd. Då ett partis riksorganisation och dess landstings- och kommunföreningar utgör olika juridiska personer upptäcktes dock snabbt att man kunde kringgå den genom att låta lokalorganisationerna ta emot hemliga pengar som sedan kunde slussas vidare till partiet på riksnivå. En lagändring för att stoppa detta kryphål väntas fattas innan valet 2018.[uppföljning saknas]

### Bakgrund
Moderaterna förespråkade en frivillig modell, där namn på de privatpersoner som skänker mer än 20 000 kronor om året till partiet offentliggörs, medan en majoritet av partierna efterlyste lagstiftning. Sverige hade upprepade gånger kritiserats av Europarådets organ för korruptionsövervakning (Greco) för bristen på lagstiftning på området.
I april 2012 bytte moderaterna ståndpunkt i frågan om partibidrag och uttryckte en önskan att en ny lag skulle vara på plats före riksdagsvalet 2014. Samtidigt efterlyste de en debatt kring politiska partiers skattebefriade lotterier och kollektivanslutningar.
2015, när alla partier hade rapporterat in sina bidrag till Kammarkollegiet, framgick att Moderaterna och Sverigedemokraterna var de partier som fått in mest bidrag. Båda partierna uppgav att pengarna i huvudsak var interna bidrag från partiernas egna lokalavdelningar och länsförbund, vilket väckte frågor om givare hade valt att ge större gåvor via lokala och regionala förbund för att slippa offentliggöras. Socialdemokraterna ville då att även lokalavdelningar och länsförbund skulle omfattas av tvånget att redovisa sina intäkter.

## Fotnoter

### Anmärkningslista
1. ↑  Moderaternas partisekreterare Sofia Arkelsten skrev "Vi har tagit initiativ till samtal med de andra riksdagspartierna för att diskutera hur öppenheten kan öka på området. [...] En modern lagstiftning ska ha till syfte att värna öppenheten och transparensen och se till att de politiska partierna står fria från otillbörlig påverkan."[1]
2. ↑  Moderaternas partisekreterare Sofia Arkelsten skrev "Stöd till politiska partier bör ske genom frivillighet. Därför krävs en diskussion kring att exempelvis medlemsavgifter i organisationer automatiskt kan kopplas till partibidrag."[1]